# Ariobarzanes II de Cío
Ariobarzanes II de Cío fue gobernador de la ciudad de Cío, en Misia, entre los años 362 a. C. y 337 a. C., por cuenta del Imperio persa.
Sucedió a su padre Mitrídates I. Parece que ocupó altos cargos en la corte persa cinco años antes de la muerte de su padre,como prueba el envío de una embajada a Grecia en el año 368 a. C., aparentemente por cuenta del rey Artajerjes II.
Según Diodoro, fue sátrapa de Frigia, y según Cornelio Nepote, lo fue de Lidia, Jonia y Frigia.
Se rebeló contra Artajerjes II en el año 362 a. C. Demóstenes cuenta que Ariobarzanes y sus tres hijos fueron nombrados ciudadanos atenienses ese mismo año, y que le enviaron al estratego Timoteo para ayudarle en su rebelión, ayuda que no llegó a materializarse. Fue sucedido por su hijo Mitrídates II de Cío.